# Xanthoparmelia brevilobata
Xanthoparmelia brevilobata är en lavart som beskrevs av Hale. Xanthoparmelia brevilobata ingår i släktet Xanthoparmelia och familjen Parmeliaceae.   Inga underarter finns listade i Catalogue of Life.